# کوری موریس
کوری موریس (انگلیسی: Cori Morris؛ زادهٔ ۲۱ ژوئن ۱۹۷۱) ورزشکار کرلینگ اهل کانادا است.